# Młodzieżowe Drużynowe Mistrzostwa Polski na Żużlu 1990
Młodzieżowe Drużynowe Mistrzostwa Polski 1990 – zawody żużlowe, mające na celu wyłonienie medalistów młodzieżowych drużynowych mistrzostw Polski w sezonie 1990. Rozegrano eliminacje w czterech grupach oraz finał.

## Finał
- Tarnów, 2 października 1990
- Sędzia: Marek Czernecki

| Msc |                                                                                     | Drużyna / Zawodnik                                  | Biegi         | Punkty |
| --- | ----------------------------------------------------------------------------------- | --------------------------------------------------- | ------------- | ------ |
| 1   |                                                                                     | Apator Toruń                                        | Apator Toruń  | 47     |
| 1   | Krzysztof Kuczwalski Piotr Baron Mirosław Kowalik Robert Sawina Sławomir Derdziński | (2,3,3,2,3) (1,d,2,1,3) (1,3,3,3,3) (3,2,3,3,3)     | 13 7 13 14 ns |        |
| 2   |                                                                                     | Unia Tarnów                                         | Unia Tarnów   | 34     |
| 2   | Jacek Rempała Robert Kużdżał Piotr Zięba Piotr Leśniowski Grzegorz Rempała          | (3,1,1,3,2) (3,3,1,3,2) (2,3,0,1,0) (0,2,1,1,2)     | 10 12 6 ns    |        |
| 3   |                                                                                     | Motor Lublin                                        | Motor Lublin  | 29     |
| 3   | Jerzy Mordel Dariusz Śledź Robert Jucha Tomasz Pawelec Marek Muszyński              | (3,1,3,1,w) (2,2,2,2,1) (1,1,2,2,2) (0,1,0) (2,1)   | 8 9 8 1 3     |        |
| 4   |                                                                                     | Unia Leszno                                         | Unia Leszno   | 9      |
| 4   | Adam Łabędzki Sławomir Rypień Piotr Grycaj Krzysztof Mitura Paweł Przybyłek         | (1,2,2,0,u/-) (0,w,0,0,1) (2,u,1,u,0) (0,0,0,0) (w) | 5 1 3 0 0     |        |